# Ptecticus insularis
Ptecticus insularis är en tvåvingeart som beskrevs av James 1972. Ptecticus insularis ingår i släktet Ptecticus och familjen vapenflugor.
Artens utbredningsområde är Dominikanska republiken. Inga underarter finns listade i Catalogue of Life.